# Eurovision Song Contest 2026
Der 70. Eurovision Song Contest (ESC) soll zwischen dem 12. und 16. Mai 2026 in der Stadthalle in Wien stattfinden, nachdem JJ mit dem Lied Wasted Love den Eurovision Song Contest 2025 in Basel gewonnen hat. Es wäre nach 1967 und 2015 die dritte Austragung des ESC in Wien.

## Organisation
Der ESC 2026 wird vom Österreichischen Rundfunk (ORF) im Auftrag der Europäischen Rundfunkunion (EBU) organisiert.

### Austragungsort
Roland Weißmann, Generaldirektor des ORF, erklärte am Tag nach dem Finale des ESC 2025, dass man den Wettbewerb 2026 in Österreich ausrichten werde.

#### Bewerbungsverfahren
Der ORF führt ein zweistufiges Bewerbungsverfahren für die Auswahl der Gastgeberstadt durch. Im ersten Schritt konnten alle Städte, denen eine Halle mit einem Fassungsvermögen von etwa 10.000 Zuschauern für acht Wochen zur Verfügung steht, beim Sender ihr Interesse an einer Bewerbung bekunden. Diese Städte erhielten im zweiten Schritt die vollständigen Bewerbungsunterlagen mit allen Anforderungen der EBU an die Ausrichtung des ESC. Der Bewerbungsschluss war der 4. Juli 2025.
Zwei Städte reichten offiziell eine Bewerbung ein:
| Stadt     | Austragungsort         | max. Kapazität (Konzerte) | Bemerkungen                                               |
| --------- | ---------------------- | ------------------------- | --------------------------------------------------------- |
| Innsbruck | Olympiahalle Innsbruck | 12.000                    | Austragungsort der Olympischen Winterspiele 1964 und 1976 |
| Wien      | Wiener Stadthalle      | 16.000                    | Austragungsort des Eurovision Song Contest 2015           |

Graz, Linz/Wels und Oberwart reichten trotz anfänglichem Interesse keine Bewerbung ein. Als Gründe wurden zu hohe Kosten bzw. nicht ausreichende Hallenkapazitäten genannt St. Pölten und Premstätten bekundeten Interesse, verfolgten eine Bewerbung aber nicht weiter. In Ebreichsdorf verfolgte die Stadt das Interesse eines privaten Hallenbetreibers nicht weiter. Klagenfurt und Salzburg schlossen eine Bewerbung von Anfang an aus.
Am 20. August 2025 gab der ORF bekannt, dass der ESC 2026 in Wien stattfinden soll. Damit würde der Eurovision Song Contest zum ersten Mal seit 2018 wieder in einer Hauptstadt stattfinden.

### Produktionsteam
Am 26. Juni 2025 stellte der ORF das Kernteam der Produktion für den ESC 2026 vor.
Die zentralen Rollen sind:
- Michael Krön, Executive Producer (Gesamtleitung)
- Stefan Zechner, Show Producer (Produktion der Inhalte der Shows)
- Daniel Hack, Head of Production (technische Produktion)

### Reference Group
Die Eurovision Song Contest Reference Group ist das Exekutivkomitee der Europäischen Rundfunkunion (EBU) und ihrer Mitgliedssender für den ESC. Sie entscheidet über die Regeln des Wettbewerbs, die Finanzierung der Veranstaltung und überwacht die Vorbereitung der ausrichtenden Rundfunkanstalt. Für den ESC 2026 wurde sie neu gewählt und hat folgende Mitglieder:
| - Ana María Bordas, RTVE, Vorsitzende - / Martin Green, EBU, Executive Supervisor - Michael Krön, ORF, Executive Producer - Ebba Adielsson, SVT - Carla Bugalho, RTP | - Claudia van der Pas, AVROTROS - Molly Plank, DR - Moritz Stadler, SRG SSR - Tomislav Štengl, HRT - Dawit Zerunjan, ARMTV |

## Teilnehmer

Länder, die 2026 teilnehmen.
Länder, die in der Vergangenheit teilgenommen haben, jedoch nicht 2026.

Am ESC teilnahmeberechtigt sind alle aktiven Vollmitglieder der Europäischen Rundfunkunion (EBU). Ausgenommen ist Australien, das seit 2015 gesondert eingeladen wird.

### Bestätigte Teilnehmer
Bis zum 11. August 2025 haben 20 Länder ihre Teilnahme am Wettbewerb öffentlich bestätigt.

#### Halbfinale
| Land          | Sender   | Interpret            | Lied                 | Nationaler Vorentscheid            |
| ------------- | -------- | -------------------- | -------------------- | ---------------------------------- |
| Albanien      | RTSH     | TBD Dezember 2025    | TBD Dezember 2025    | Festivali i Këngës 2025            |
| Aserbaidschan | İTV      |                      |                      |                                    |
| Dänemark      | DR       | TBD 14. Februar 2026 | TBD 14. Februar 2026 | Dansk Melodi Grand Prix 2026       |
| Finnland      | Yle      | TBD 28. Februar 2026 | TBD 28. Februar 2026 | Uuden Musiikin Kilpailu 2026       |
| Griechenland  | ERT      |                      |                      | Ethnikos Telikos 2026              |
| Israel        | Kan      |                      |                      |                                    |
| Lettland      | LTV      | TBD 14. Februar 2026 | TBD 14. Februar 2026 | Supernova 2026                     |
| Litauen       | LRT      |                      |                      |                                    |
| Luxemburg     | RTL      | TBD 24. Januar 2026  | TBD 24. Januar 2026  | Luxembourg Song Contest 2026       |
| Malta         | PBS      |                      |                      | Malta Eurovision Song Contest 2026 |
| Niederlande   | AVROTROS |                      |                      | interne Auswahl                    |
| Norwegen      | NRK      |                      |                      | Melodi Grand Prix 2026             |
| Schweden      | SVT      |                      |                      | Melodifestivalen 2026              |
| Schweiz       | SRG SSR  |                      |                      | interne Auswahl                    |
| Serbien       | RTS      |                      |                      |                                    |
| Zypern        | CyBC     |                      |                      | interne Auswahl                    |

#### Finale
| Land                   | Sender | Interpret            | Lied                 | Nationaler Vorentscheid   |
| ---------------------- | ------ | -------------------- | -------------------- | ------------------------- |
| Deutschland            | SWR    |                      |                      |                           |
| Österreich             | ORF    | TBD Februar 2026     | TBD Februar 2026     | Nationale Vorentscheidung |
| Spanien                | RTVE   | TBD 14. Februar 2026 | TBD 14. Februar 2026 | Benidorm Fest 2026        |
| Vereinigtes Königreich | BBC    |                      |                      |                           |

### Teilnahmeberechtigte EBU-Mitglieder
- Australien: Im Februar 2025 lud der australische Sender Special Broadcasting Service (SBS) Künstler und Songwriter dazu ein, ihr Interesse an einer Teilnahme am Eurovision Song Contest 2026 per E-Mail zu bekunden.[35] Eine offizielle Bestätigung der Teilnahme steht derzeit noch aus.
- Belgien: Für die belgische ESC-Teilnahme ist 2026 turnusgemäß der französischsprachige Sender Radio-télévision belge de la Communauté française (RTBF) verantwortlich. Dieser kündigte an, dass er zwar die Vorbereitungen für die Auswahl eines Beitrags fortsetzen, die Teilnahme aber noch nicht offiziell bestätigen wolle. Man wolle die Diskussionen über den ESC innerhalb der EBU abwarten.[36]
- Frankreich: Die Delegationsleiterin von France Télévisions für den ESC, Alexandra Redde-Amiel, erklärte im März 2025, dass man anstrebe, 2026 wieder einen nationalen Vorentscheid durchzuführen.[37] Eine offizielle Teilnahmebestätigung des Senders steht jedoch noch aus.
- Island: Eva Georgs Ásudóttir, die Programmdirektorin des isländischen Senders Ríkisútvarpið (RÚV) gab am 13. August 2025 bekannt, dass eine Entscheidung über eine Teilnahme Islands im Herbst fallen werde.[38]
- Italien: Am 6. Juni 2025 gab die Rai bekannt, dass das Sanremo-Festival zwischen dem 2. und 26. Februar 2026 stattfinden soll. Das Sanremo-Festival fungiert seit 2015 als italienischer Vorentscheid zum Eurovision Song Contest. Eine explizite Teilnahmebestätigung von Rai steht derzeit allerdings noch aus.[39]
- Montenegro: Danijel Alibabić, der Präsident des Verbands der Entertainer und Künstler Montenegros, welcher gemeinsam mit dem montenegrinischen Sender Radio i Televizija Crne Gore (RTCG) den Vorentscheid Montesong 2024 organisiert hatte, bekundete bei der Vertragsunterzeichnung für die Kooperation seine Absicht, den Wettbewerb auch im folgenden Jahr durchzuführen.[40] Eine offizielle Bestätigung der Teilnahme steht derzeit noch aus.
- Nordmazedonien: Am 7. November 2024 berichtete die nordmazedonische Wochenzeitung Fokus unter Berufung auf interne Quellen, dass Makedonska Radio Televizija (MRT) Anstrengungen unternehme, 2026 wieder am ESC teilzunehmen.[41] MRT selbst hat sich bisher nicht zu diesen Berichten geäußert. Zuletzt nahm Nordmazedonien 2022 am Wettbewerb teil.
- Rumänien: Am 14. April 2025 erklärte der Präsident des rumänischen Senders Televiziunea Română (TVR), Dan Turturică, dass eine Rückkehr Rumäniens zum ESC möglich sei, sobald sich das Verhältnis zwischen dem Sender und der rumänischen Musikindustrie wieder normalisiert habe.[42] Rumänien nahm zuletzt 2023 teil.
- San Marino: Nach dem Finaleinzug San Marinos beim ESC 2025 erklärte der Tourismus-Staatssekretär des Landes, Federico Pedini Amati, dass die Regierung auch in Zukunft die Teilnahme am ESC finanziell unterstützen wolle.[43] Der Generaldirektor von San Marino RTV (SMRTV), Roberto Sergio, erklärte jedoch im Juni 2025, dass der Sender über einen Rückzug nachdenke. Als Grund nannte er die aus seiner Sicht mangelnde Transparenz beim Voting. Grundsätzlich wolle man aber weiterhin teilnehmen und zu diesem Zweck klärende Gespräche mit der EBU und „anderen kleinen Staaten“ führen.[44][45] Am 8. Juli 2025 beschloss die san-marinesische Regierung in einem Budgetentwurf die Unterstützung des nationalen Vorentscheids, San Marino Song Contest mit einer Förderung von insgesamt 350.000 Euro.[46] SMRTV betonte, dass dies jedoch keine Zusage einer Teilnahme sei, der Sender befände sich immer noch in Gesprächen mit der EBU.[47]
- Slowenien: Am 9. März 2024 veröffentlichte der slowenische Sender Radiotelevizija Slovenija (RTVSLO) ein Dokument, in dem unter anderem der Plan vorgesehen war, die slowenischen Beiträge für den Eurovision Song Contest von 2025 bis 2028 wieder über den nationalen Vorentscheid EMA auszuwählen.[48] Tatsächlich wurde EMA im Jahr 2025 durchgeführt; eine offizielle Bestätigung der Teilnahme Sloweniens am Wettbewerb 2026 steht jedoch noch aus.
- Tschechien: Česká televize (ČT) erklärte Ende Mai 2025 auf Presseanfrage, dass man über eine Entscheidung zur Teilnahme am ESC 2026 im Herbst 2025 informieren werde.[49]
- Ukraine: Im August 2025 fand ein Treffen zwischen Vertretern des ukrainischen Senders UA:Suspilne und der ukrainischen ESC Community statt. Ziel des Treffens waren Gespräche über Verbesserungen am ukrainischen Vorentscheid Widbir. Eine offizielle Teilnahmebestätigung seitens UA:Suspilne ist derzeit noch ausständig.[50]

Aus folgenden Ländern mit EBU-Vollmitgliedern liegen noch keine Informationen zu einer möglichen ESC-Teilnahme 2026 vor:
| Teilnehmer 2025                                                        | Ehemalige Teilnehmer                                      | Andere EBU-Mitglieder                                                |
| ---------------------------------------------------------------------- | --------------------------------------------------------- | -------------------------------------------------------------------- |
| - Armenien - Estland - Georgien - Irland - Kroatien - Polen - Portugal | - Bulgarien - Marokko - Moldau - Monaco - Türkei - Ungarn | - Ägypten - Algerien - Jordanien - Libanon - Tunesien - Vatikanstadt |

### Assoziierte EBU-Mitglieder
- Kasachstan: Kemelbek Oischybajew, der Generaldirektor des kasachischen Senders Khabar, erklärte am 8. Juli 2025, dass er am Rande der EBU-Generalversammlung deren Generaldirektor Noel Curran den Wunsch nach einer kasachischen ESC-Teilnahme mitgeteilt habe.[51] Kasachstan nahm von 2018 bis 2022 am Junior Eurovision Song Contest teil und äußerte in der Vergangenheit wiederholt Interesse an einer ESC-Teilnahme. Da Khabar nur assoziiertes Mitglied der EBU ist, müsste er wie SBS aus Australien eingeladen werden.

### Nicht-Teilnehmer

#### Ehemalige Teilnehmer
| Land                    | Grund und Bemerkungen | letzte Teilnahme |
| ----------------------- | --- | ---------------- |
| Andorra                 | Ràdio i Televisió d’Andorra (RTVA) erklärte am 25. Mai 2025, dass man 2026 nicht zum ESC zurückkehren werde. In der Vergangenheit hatte der Sender angegeben, dass eine Teilnahme nicht in seine redaktionelle Linie passe. | 2009             |
| Bosnien und Herzegowina | Bosanskohercegovačka radiotelevizija (BHRT) steht seit 2016 aufgrund ausstehender Zahlungen unter Sanktionen der EBU und ist deshalb von deren Programmen, darunter auch dem ESC, ausgeschlossen. Der Grund dieser Zahlungsunfähigkeit liegt darin, dass RTRS seit 2017 seiner gesetzlichen Pflicht nicht nachkommt, 50 % des Rundfunkbeitrags in der Republika Srpska an BHRT zu überweisen. Am 9. Juli 2025 gab BHRT bekannt, dass man 2026 nicht zum ESC zurückkehren werde. | 2016             |
| Slowakei                | Ende Mai 2025 erklärte der slowakische Sender Slovenská televízia a rozhlas (STVR) auf Anfrage, dass seine neue Geschäftsführung die Teilnahme an internationalen Projekten überdenken wolle und dass eine Teilnahme am ESC in der Zukunft nicht ausgeschlossen sei. Am 23. Juli 2025 gab der Sender jedoch an, dass eine Teilnahme bereits 2026 aufgrund der finanziellen Rahmenbedingungen nicht möglich sei.                                                                 | 2012             |

#### EBU-Mitglied suspendiert
| Land     | Grund und Bemerkungen | letzte Teilnahme |
| -------- | --- | ---------------- |
| Belarus  | Am 28. Mai 2021 suspendierte die EBU die Mitgliedschaft des belarussischen Staatsfernsehens BTRC aufgrund der politischen Situation im Land und der Instrumentalisierung des Senders durch die Regierung. Dadurch ist eine Teilnahme am ESC nicht möglich. | 2019 a           |
| Russland | Am 26. Mai 2022 wurden die russischen Staatssender Perwy kanal und WGTRK als Reaktion auf den Überfall auf die Ukraine von der EBU suspendiert. Eine Teilnahme am ESC ist somit ausgeschlossen.                                                            | 2021             |

## Nationale Vorentscheidungen

### Deutschsprachige Länder

#### Deutschland
Für die deutsche Teilnahme am ESC ist 2026 erstmals seit 1995 nicht der Norddeutsche Rundfunk (NDR) zuständig, sondern der Südwestrundfunk (SWR). Der SWR übernimmt diese Rolle zum ersten Mal, in den Jahren 1962 und 1978 war allerdings mit dem Südwestfunk ein Vorgänger des SWR für den deutschen Beitrag beim Eurovision Song Contest verantwortlich.
Die Planungen für die Auswahl eines Beitrags sollen im Frühsommer 2025 beginnen.

#### Luxemburg
RTL Télé Lëtzebuerg wählt seinen Beitrag wie in den beiden Vorjahren im Rahmen der nationalen Vorentscheidungsshow Luxembourg Song Contest, die am 24. Januar 2026 in der Rockhal in Esch an der Alzette stattfinden soll.

#### Österreich
Der ORF wählt seinen Beitrag erstmals seit 2016 wieder im Rahmen einer nationalen Vorentscheidung.

#### Schweiz
Die SRG SSR unter Federführung des SRF wählt ihren Beitrag in einem mehrstufigen internen Auswahlverfahren mit mehreren Publikums- und Fachjurys, das bereits seit 2019 zum Einsatz kommt. Der Zeitraum zur Einreichung von Bewerbungen läuft vom 4. bis zum 21. August 2025.